# American National Standards Institute
Das American National Standards Institute (ANSI; deutsch „Amerikanisches Nationales Normungsinstitut“) ist eine private, gemeinnützige, amerikanische Organisation zur Koordinierung der Entwicklung freiwilliger Normen in den Vereinigten Staaten. Sitz der Non-Profit-Organisation ist Washington, D.C. Das jährliche Budget ergibt sich aus dem Verkauf von Publikationen, Mitgliederbeiträgen, Zertifizierungsleistungen, gebührenpflichtigen Programmen und internationalen Standardisierungsvorhaben.
Es ist das einzige US-amerikanische Mitglied in der Internationalen Organisation für Normung. Das deutsche Pendant ist das Deutsche Institut für Normung (DIN), das österreichische Pendant das Austrian Standards Institute und das schweizerische Pendant die Schweizerische Normen-Vereinigung.
Obwohl die ANSI-Normen viele Bereiche abdecken, wird mit der alleinstehenden Abkürzung „ANSI“ in der Computertechnik teilweise eine bestimmte Gruppe von Zeichensätzen basierend auf ASCII bezeichnet; eine echte ANSI-Norm dafür existiert nicht, die Entwürfe des ANSI flossen aber in die Norm ISO 8859 ein.
Bei Datenbanken kann die ANSI-SPARC-Architektur, auch Drei-Ebenen-Architektur, zum Einsatz kommen; sie beschreibt die grundlegende Definition eines Datenbanksystems. Die Programmiersprache C wurde ebenfalls von ANSI genormt und ist daher auch als „ANSI C“ bekannt. Ähnliches trifft für die Daten(bank)abfragesprache SQL zu, deren ANSI-Konformität ein Auswahlkriterium sein kann.
Auch wird der Lichtstrom von digitalen Projektoren in ANSI-Lumen gemessen.
Im Bereich Filmempfindlichkeit bezog sich seit den 1940er Jahren eine Angabe „in ASA“ in der Regel auf eine von der Vorläuferorganisation genormte Filmempfindlichkeit, seit 1987 sind stattdessen Angaben „in ISO“ gemäß ISO 5800 üblich.

## Geschichte
- 1919–1928: AESC, American Engineering Standards Committee
- 1928–1966: ASA, American Standards Association
- 1966–1969: USASI, United States of America Standards Institute
- 1969–heute: ANSI, American National Standards Institute

Die folgenden vier Stiftungen, wurden im Dezember 2001 von ANSI gegründet um die Beteiligung an Normungsprozessen zu erhöhen:
- ANSI Consumer Participation Foundation,
- ANSI Research and Education Foundation,
- ANSI ISO General Assembly Meetings Foundation und
- USNC/IEC General Meetings Foundation.